# Château de Keriolet
Château de Keriolet – zabytkowa rezydencja wiejska znajdująca się we francuskim mieście Concarneau, w dzielnicy Beuzec-Conq.

## Historia
Rezydencja powstała w XIII wieku, jej obecny wygląd jest efektem przebudowy z lat 1863-1883, na podstawie projektu Josepha Bigota, dla księżniczki Zenaidy Naryszkiny Jusupowej i jej męża Charles’a de Chauveau. Po śmierci Charles’a w 1889 Jusupowa wyprowadziła się z Keriolet i zamieszkała w Paryżu, gdzie zmarła cztery lata później. W XX wieku pałac kilkukrotnie zmieniał właścicieli, jednym z nich był rosyjski arystokrata Feliks Jusupow, który brał udział w zabójstwie Grigorija Rasputina. 21 grudnia 1984 budynek wpisano do rejestru zabytków. W 1988 gmach poddano gruntownej renowacji.

## Architektura
Budynek jest wzniesiony na planie litery L, w stylu neogotyckim. Salę balową, zwana la salle des Gardes, zdobi kominek wykonany z kersantytu. Nad kominkiem znajduje się rzeźba hrabiego de Chauveau, a wokół niej jego drzewo genealogiczne, wyrzeźbione na kominie. Innym pokojem jest La salle d’armes (pl. pokój broni). Wyposażenie tej sali nawiązuje wyglądem do średniowiecza. Prócz tego znajduje się tam szesnastowieczna ławka kościelna. Głównym pokojem dziennym był salon, z oknami wychodzącymi na południe, co pomagało w jego ogrzaniu w chłodniejsze dni. W salonie księżniczka przechowywała kolekcję gobelinów i chińskiej porcelany. Ściany kuchni wyłożone są ręcznie malowanymi płytkami ceramicznymi, wykonanymi w Desvres, w północnej Francji.

## Galeria

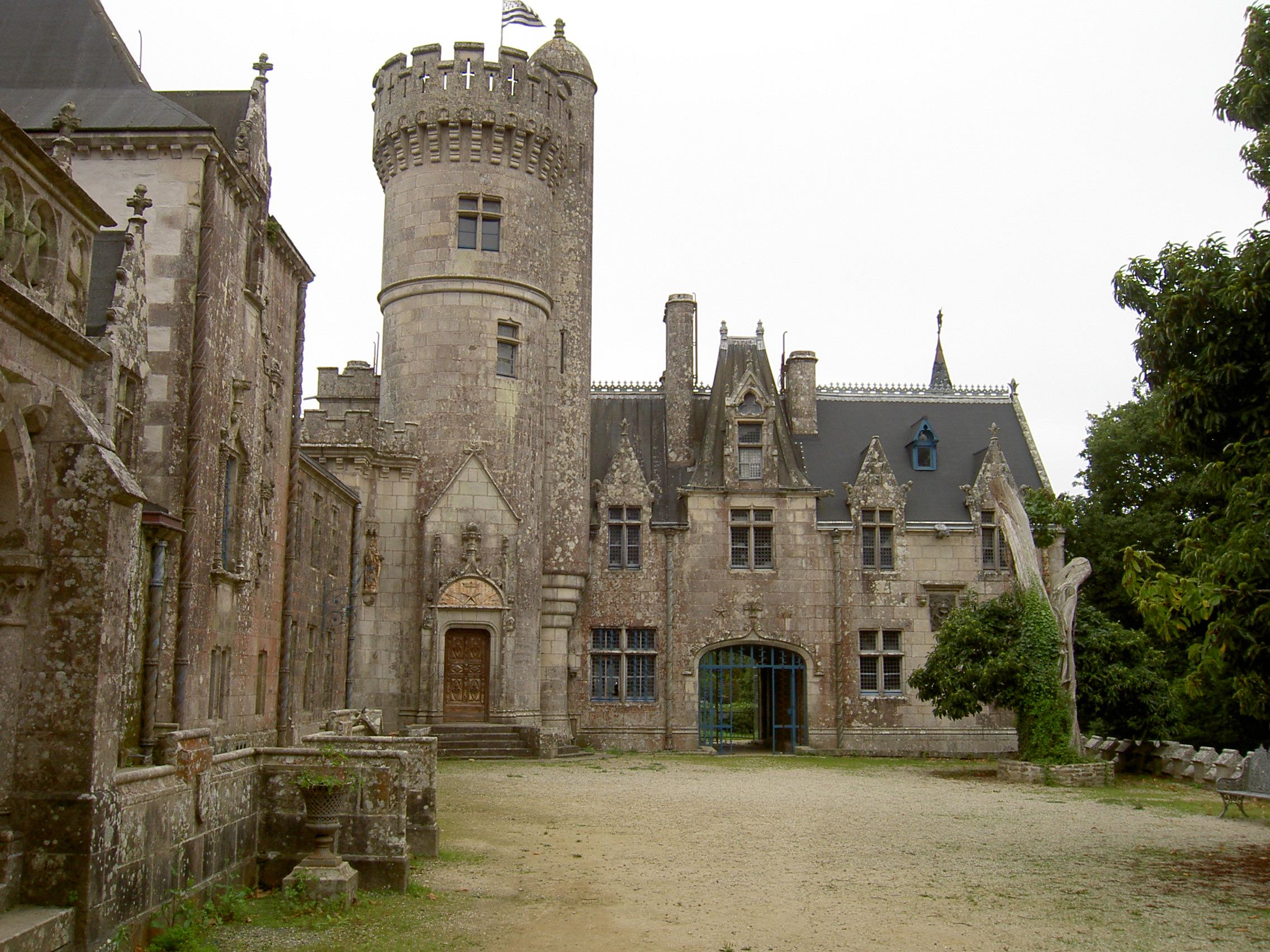
Widok z dziedzińca
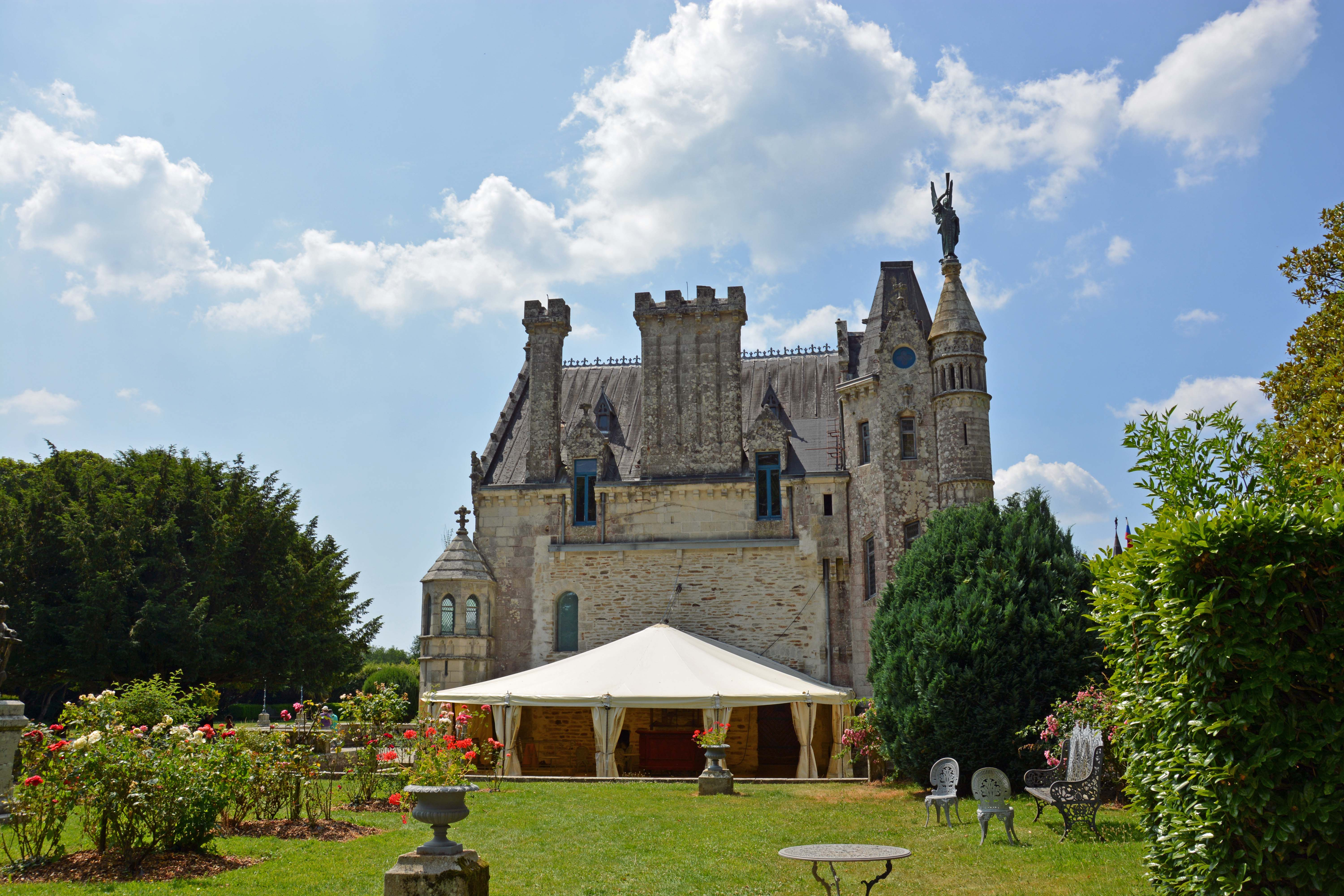
Elewacja wschodnia
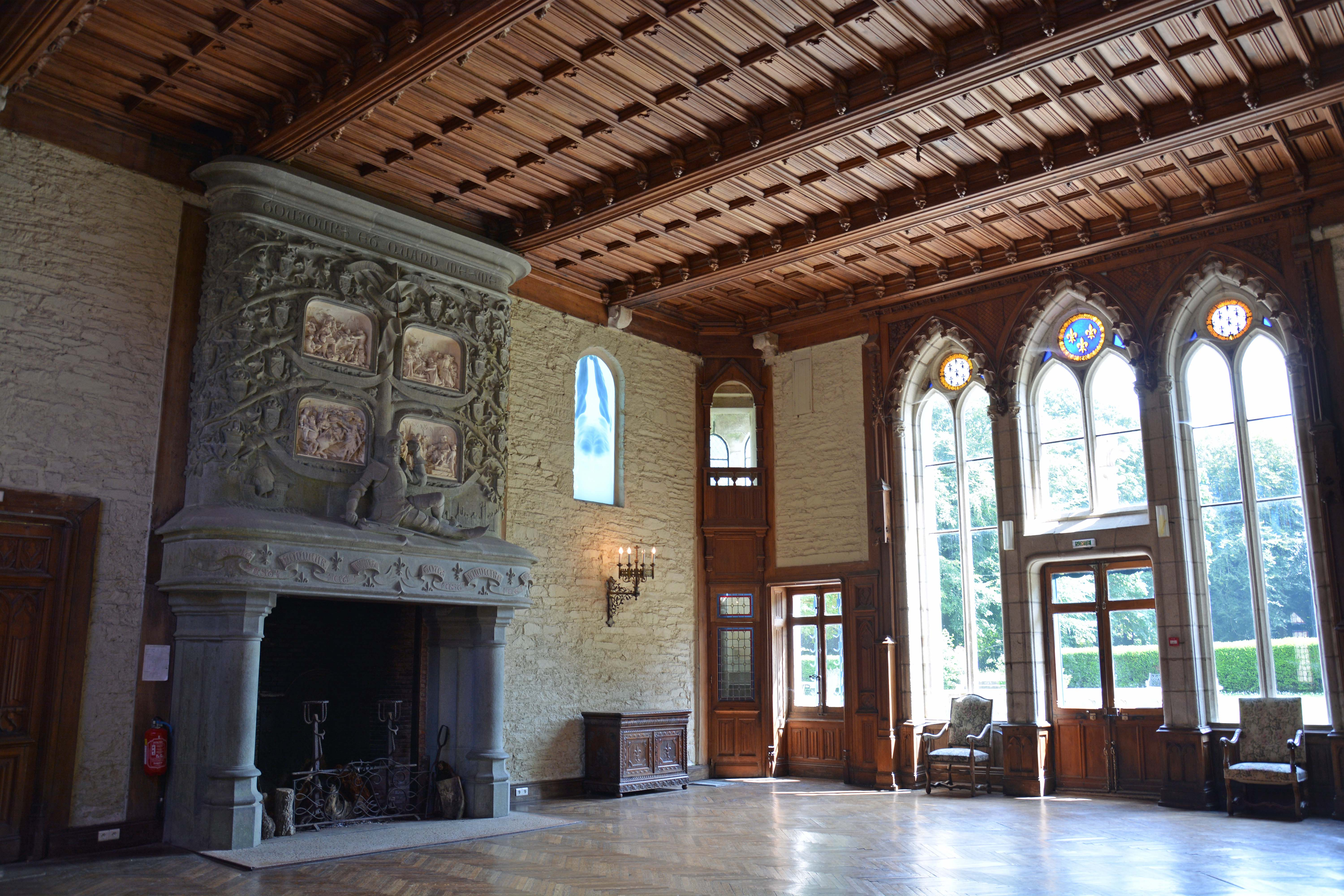
Sala balowa z kominkiem
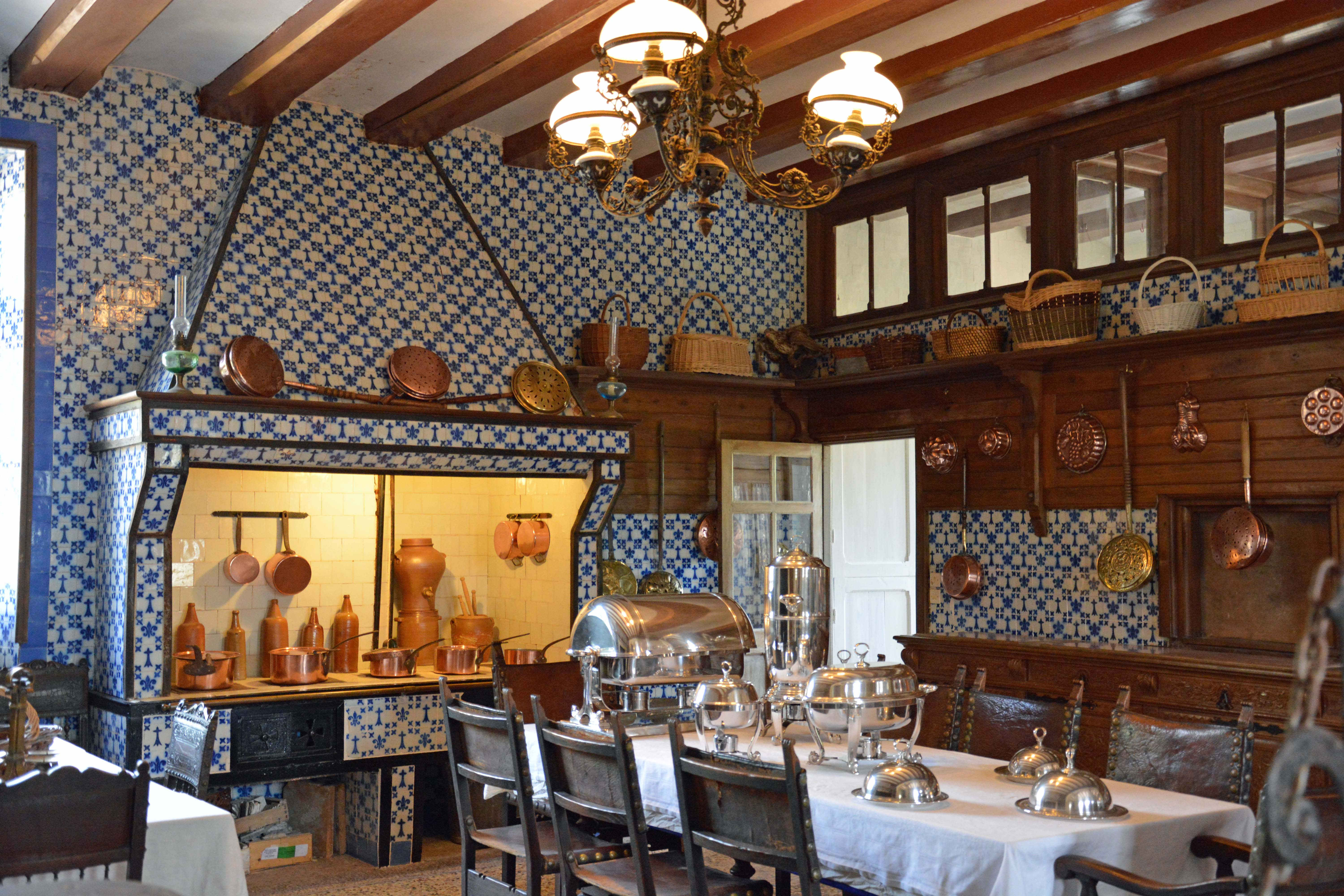
Kuchnia